# Lewin Kłodzki
Lewin Kłodzki (/ˈlɛ.vin ˈkwɔt͡skʲi/, česky Levín, německy Lewin) je obec v Polsku, která se nachází v Dolnoslezské vojvodství, v okrese Kladsko a tvoří samostatnou gminu Lewin Kłodzki. Leží v těsné blízkosti hranice s Českou republikou, kde sousedí s obcí Olešnice v Orlických horách.
Obec získala městská práva před rokem 1345, o status města však přišla po druhé světové válce, v roce 1945. V období let 1975–1998 byla součástí Wałbrzského vojvodství.
Při sčítání lidu v březnu 2011 měla obec 880 obyvatel.. Jde o největší obec v gmině.

## Historie
Lewin Kłodzki byl zhruba v 10. století v období, kdy byla zdejší oblast pod nadvládou Českého knížectví, jakožto obchodní osada. První dobře zdokumentovaný písemný záznam o obci pochází z roku 1213, nicméně podle historika Josepha Köglera se písemný záznam o vesnici Levinice z roku 1197 vztahuje právě k této obci. Lewin Kłodzki získal městská práva před rokem 1401. Během husitských válek bylo v roce 1428 město zničeno, ale ve druhé polovině 15. století bylo znovu obnoveno. Do roku 1595 patřilo spolu s Dusznikami-Zdrojem do panství Homole. V 18. století byl Lewin známý, stejně jako celý region, výrobou lněného plátna, přičemž se na zdejším náměstí se pořádaly trhy s plátnem. V roce 1772 město postihl velký požár, který další rozvoj města omezil. Ve druhé polovině 19. století došlo k hospodářskému oživení. V Lewinu Kłodzkim se tehdy vyráběla čokoláda, punčochy a brousily se krystaly. Na začátku 20. století byla ve městě postavena železniční stanice, v rámci výstavby železniční trati z Kladska do Kudowy-Zdroje.
V roce 1945 bylo město připojeno k Polsku. Jeho dosavadní obyvatelstvo bylo vysídleno do Německa a nahrazeno polskými osadníky. Vzhledem k malé rozloze obce v roce 1946 polská správa zbavila Lewin Kłodzki městských práv a v květnu téhož roku byl oficiálně schválen oficiální polský název obce Lewin.

## Galerie

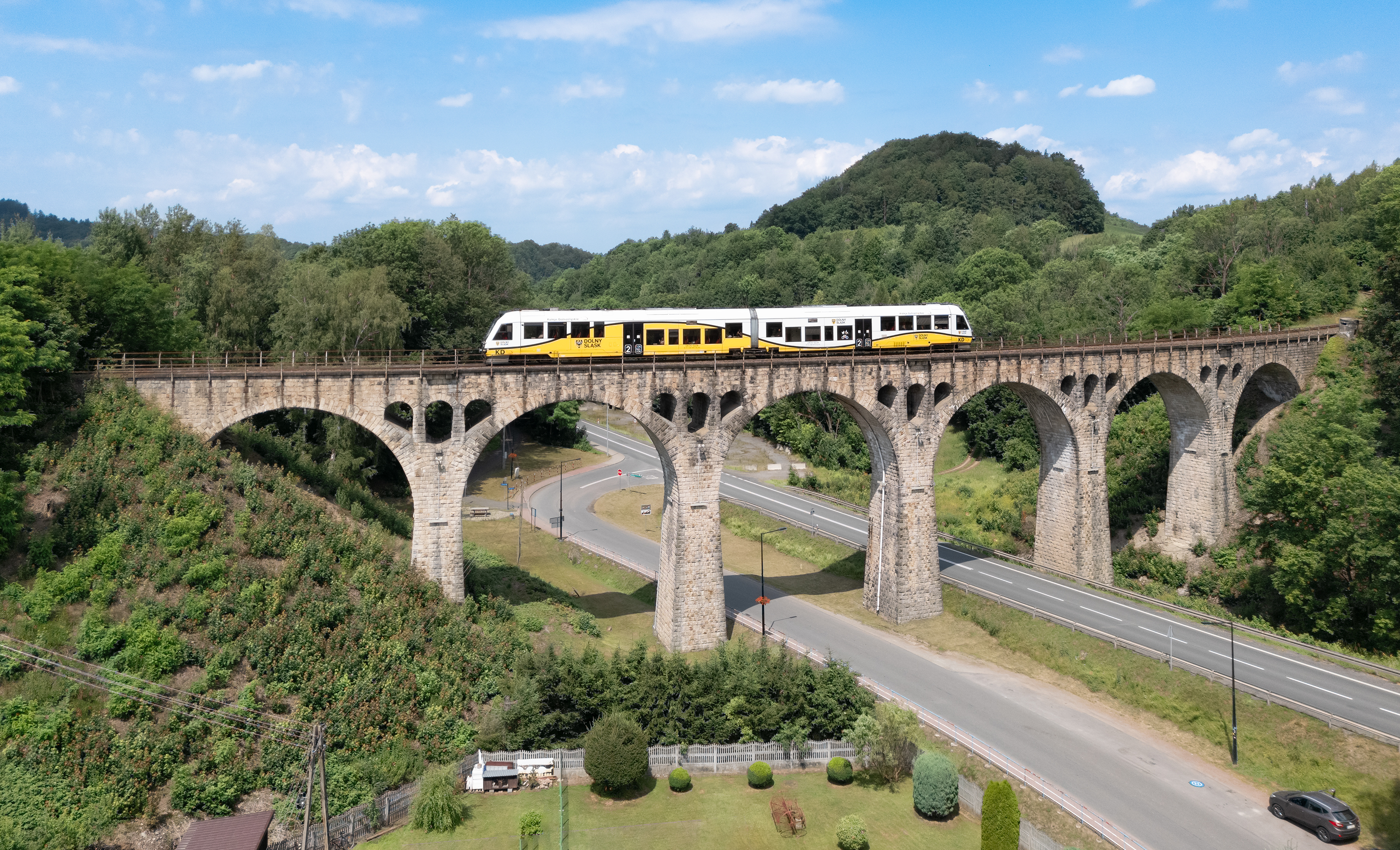
Železniční viadukt
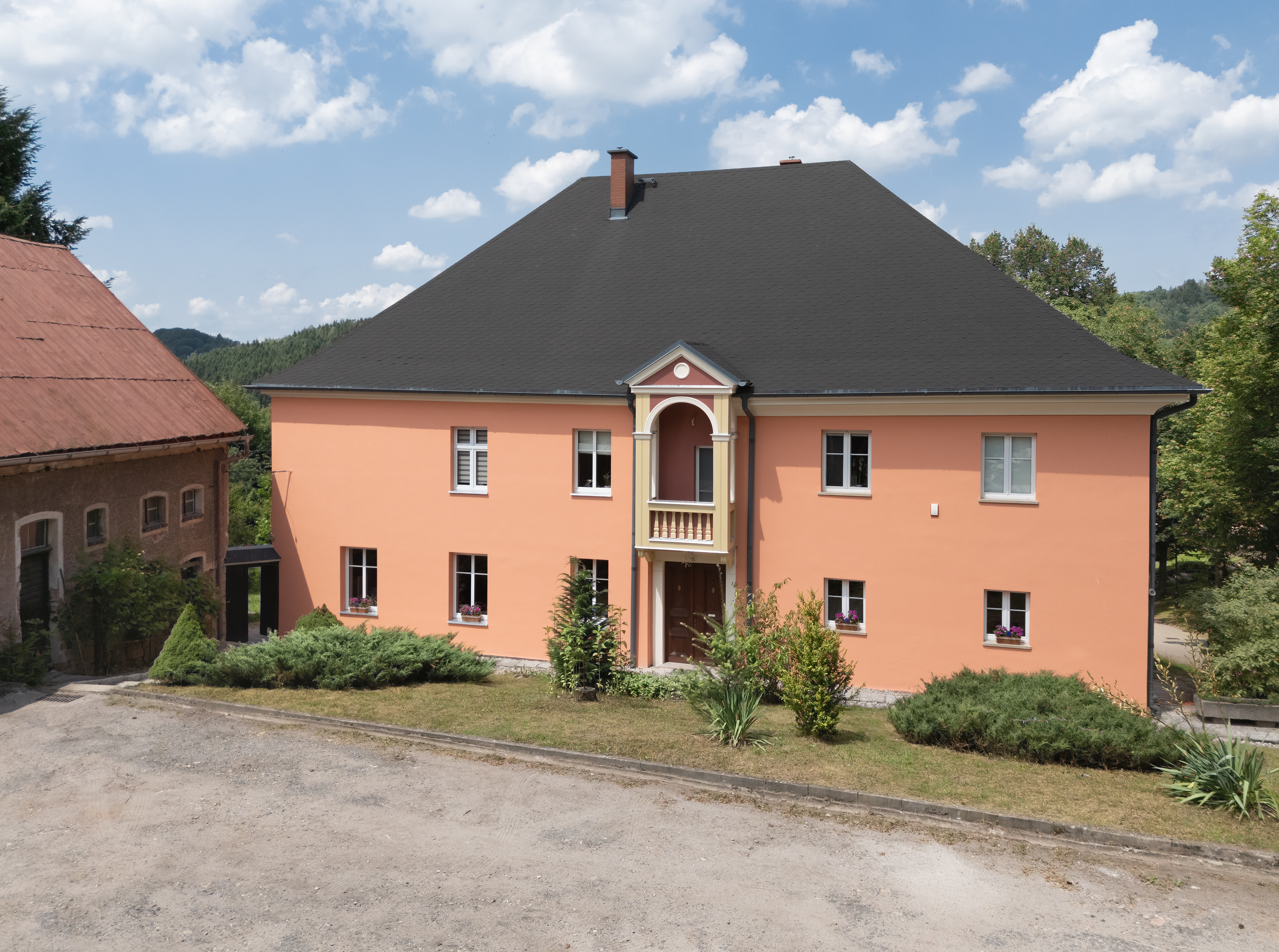
Historická fara